# Gsellmühle (Altenthann)
Gsellmühle ist ein Ortsteil der Gemeinde Altenthann im Oberpfälzer Landkreis Regensburg (Bayern).

## Geografische Lage
Der Weiler Gsellmühle liegt in der Region Regensburg, ungefähr zwei Kilometer westlich von Altenthann am Sulzbach, der auch Adlmannsteiner Bach genannt wird.

## Geschichte
Gsellmühle zusammen mit Gsellhof wurde 1599 als mit Vogtei und Obrigkeit zum Landgericht Donaustauf gehörig aufgeführt. Das Kloster Reichenbach war Grundherr von Gsellhof und Gsellmühle.
Deswegen war Gsellhof nie forstnutzungsberechtigt. 1588 und 1600 gehörte Gsellmühle zur Hofmark Adlmannstein, getrennt von Gsellhof, der zur Propstei Langfeld gehörte. Der Hofmarksherr von Altenthann kaufte 1638 Gsellmühle, wodurch jedoch keine Änderung in den Rechten der Vogtei eintrat. Bis ins 18. Jahrhundert waren auch die Zenger Nutznießer der Einkünfte von Gsellmühle.
Zum Stichtag 23. März 1913 (Osterfest) gehörte Gsellmühle zur Pfarrei Wenzenbach und hatte drei Häuser und zwölf Einwohner.
Am 31. Dezember 1990 hatte Gsellmühle 14 Einwohner und gehörte zur Pfarrei Altenthann.